# Turahanoğlu Ömer Bey
Turahanoğlu Ömer Bey (grec : Ὀμάρης ou Ἀμάρης ; fl.  1435–1484) était un général et gouverneur ottoman. Fils du célèbre Turahan Bey, il fut actif principalement dans le sud de la Grèce : il combattit en Morée contre les Byzantins dans les années 1440 et 1450 et contre les Vénitiens dans les années 1460, tandis qu'en 1456, il conquit le duché latin d'Athènes. Il a également combattu en Albanie, dans le nord-est de l'Italie, en Valachie et en Anatolie.

## Famille
Il est né dans la famille Turahanoğlu d'origine Yürük, descendant de Yiğit Bey des Saruhan,. Ömer était le fils de l'éminent chef akıncı et gouverneur de Thessalie, Turahan Bey, et donc un petit-fils de Yiğit Bey, le conquérant de Skopje. Il avait un frère, Ahmed Bey, et deux fils, Hasan et Idris, ce dernier étant un poète et traducteur de poésie persane remarquable,.

## Guerres contre les Byzantins
La date exacte de la naissance d'Ömer est inconnue ; en tant que jeune homme, il fut présenté à l'envoyé byzantin Georges Sphrantzès en 1435, et en 1444, il était assez vieux pour assumer les fonctions de son père en tant que uç bey (« marcheur-seigneur ») de Thessalie pendant la disgrâce temporaire de Turahan. La même année, Ömer mena un raid contre le duché d'Athènes, qui tombait sous l'influence de l'énergique prince byzantin Constantin XI Paléologue, souverain du despotat de Morée. Cette démonstration de force, associée à la victoire décisive des Ottomans à la bataille de Varna, convainquit le duc d'Athènes, Nerio II Acciaioli, de revenir à son allégeance ottomane. Ömer participa également à la campagne de représailles du sultan Murad II contre Paléologue à la fin de 1446. Les Ottomans percèrent le mur de l'Hexamilion et dévastèrent la Morée, forçant les despotes à devenir des vassaux ottomans. En 1449, alors que Constantin Paléologue devenait le nouvel empereur byzantin et quittait la Morée, ses frères Démétrios Paléologue et Thomas Paléologue commença à se quereller au sujet de leur part du pouvoir du Despotat. Finalement, le conflit fut réglé grâce à la médiation de Constantin et d'Ömer, qui en profita pour démolir complètement l'Hexamilion.
En octobre 1452, Ömer et son frère accompagnèrent Turahan dans une autre expédition contre la Morée, qui avait pour but d'empêcher le Despotat de participer à l'attaque ottomane à venir sur la capitale byzantine, Constantinople. Après que les Turcs eurent percé l'Hexamilion reconstruit, les Byzantins n'opposèrent que peu de résistance et les troupes de Turahan pillèrent leur chemin de Corinthie à la Messénie. Ahmed fut cependant capturé dans une embuscade à Dervenakia et emprisonné à Mistra,,. La chute de Constantinople le 29 mai 1453 eut de grandes répercussions en Morée. Les deux despotes continuèrent leur rivalité et étaient impopulaires parmi leurs propres sujets. Une révolte moréenne de 1453-1454 éclata contre eux à l'automne, soutenue à la fois par les immigrants albanais locaux et les Grecs autochtones, et se propagea rapidement. En tant que vassaux du sultan, les despotes appelèrent Turahan à l'aide, et il envoya Ömer en décembre. Ömer remporta quelques succès, mais partit après avoir obtenu la libération de son frère de captivité. La révolte ne s'apaisa pas et, en 1454, Turahan lui-même, accompagné de ses fils, fut contraint d'intervenir et de réprimer la révolte,.
En 1456, Ömer succéda à son père comme gouverneur de Thessalie et, la même année, ses troupes occupèrent la ville d'Athènes. Le duc Francesco II Acciaioli et les habitants s'enfuirent vers l'Acropole, où ils résistèrent pendant deux ans jusqu'à leur reddition en juin 1458. La même année, le sultan Mehmed II fit campagne en personne contre la Morée, où les deux despotes étaient revenus à leurs querelles et négociaient avec les puissances occidentales pour obtenir de l'aide contre les Ottomans. Mehmed vainquit la résistance byzantine à Hexamilion et prit d'assaut l'Acrocorinthe, d'une importance stratégique. Les despotes s'empressèrent alors de reconfirmer leur allégeance, mais le quart nord-est de la Morée fut annexé en tant que province ottomane à part entière et Ömer en devint le premier gouverneur,.